# Печчеи, Роберто
Робе́рто Дание́ле Печче́и (итал. Roberto Daniele Peccei; 6 января 1942, Турин — 2 июня 2020, Лос-Анджелес) — американский физик-теоретик итальянского происхождения, известный своими работами по физике элементарных частиц. Сын Аурелио Печчеи, основателя Римского клуба.

## Биография
Роберто Печчеи родился в Турине (Италия), вырос и получил среднее образование в Буэнос-Айресе (Аргентина), где тогда работал его отец. В 1958 году переехал в США, чтобы учиться в университете. Степень бакалавра получил в Массачусетском технологическом институте (МТИ) в 1962 году, степень магистра — в Нью-Йоркском университете в 1964 году, а степень доктора философии — в МТИ в 1969 году. После короткого периода постдокторантской работы в Вашингтонском университете в 1971 году он получил постоянную позицию на физическом факультете Стэнфордского университета.
В 1978 году Печчеи вернулся в Европу и стал сотрудником Общества Макса Планка в Мюнхене (Германия). В 1984 году он возглавил теоретическую группу Немецкого электронного синхротрона (DESY) в Гамбурге. Через четыре года, в 1989 году, он снова переехал в США и получил место профессора Калифорнийского университета в Лос-Анджелесе, также занимал посты главы заведующего кафедры, декана физического факультета (с 1993 года) и вице-канцлера по науке (с 2000 по 2010 годы). Как и его отец, Печчеи сотрудничал с Римским клубом.
Печчеи скончался в Лос-Анджелесе от осложнений, возникших после перелома бедра.

## Научная деятельность
Чтобы объяснить экспериментально наблюдаемое сохранение CP-инвариантности в квантовой хромодинамике, в 1977 году Печчеи совместно с Хелен Квинн постулировал существование глобальной симметрии (впоследствии получившей название симметрия Печчеи — Квинн). Вскоре Фрэнк Вильчек и Стивен Вайнберг независимо показали, что спонтанное нарушение этой симметрии должно приводить к возникновению новых частиц, так называемых аксионов. На 2020 год аксионы остаются гипотетическими, экспериментально не обнаруженными частицами, однако они являются одним из наиболее предпочтительных решений проблемы тёмной материи, и их поиску посвящены сотни экспериментальных работ.
Печчеи исследовал спонтанное нарушение закона сохранения лептонного заряда и показал, что в этом случае должны возникать новые частицы (майороны), а у нейтрино должна возникать так называемая майорановская масса. Он также провёл расчёты углового распределения W-бозонов, возникающих в результате аннигиляции электронов и позитронов, и проанализировал условия наблюдения таких процессов, обусловленных слабыми взаимодействиями, в эксперименте.

## Основные публикации
- Peccei R.D., Quinn H.R. CP conservation in the presence of pseudoparticles // Physical Review Letters. — 1977. — Vol. 38, № 25. — P. 1440-1443. — doi:10.1103/PhysRevLett.38.1440.
- Peccei R.D., Quinn H.R. Constraints imposed by CP conservation in the presence of pseudoparticles // Physical Review D. — 1977. — Vol. 16, № 6. — P. 1791-1797. — doi:10.1103/PhysRevD.16.1791.
- Donnelly T.W., Freedman S.J., Lytel R.S., Peccei R.D., Schwartz M. Do axions exist? // Physical Review D. — 1978. — Vol. 18, № 5. — P. 1607-1620. — doi:10.1103/PhysRevD.18.1607.
- Donnelly T.W., Peccei R.D. Neutral current effects in nuclei // Physics Reports. — 1979. — Vol. 50, № 1. — P. 1-85. — doi:10.1016/0370-1573(79)90010-3.
- Guberina B., Kühn J.H., Peccei R.D., Rückl R. Rare decays of the Z0 // Nuclear Physics B. — 1980. — Vol. 174, № 2-3. — P. 317-334. — doi:10.1016/0550-3213(80)90287-4.
- Chikashige Y., Mohapatra R.N., Peccei R.D. Spontaneously broken lepton number and cosmological constraints on the neutrino mass spectrum // Physical Review Letters. — 1980. — Vol. 45, № 24. — P. 1926-1929. — doi:10.1103/PhysRevLett.45.1926.
- Chikashige Y., Mohapatra R.N., Peccei R.D. Are there real Goldstone bosons associated with broken lepton number? // Physics Letters B. — 1981. — Vol. 98, № 4. — P. 265-268. — doi:10.1016/0370-2693(81)90011-3.
- Hagiwara K., Peccei R.D., Zeppenfeld D., Hikasa K. Probing the weak boson sector in e+e-→W+W- // Nuclear Physics B. — 1987. — Vol. 282, № C. — P. 253-307. — doi:10.1016/0550-3213(87)90685-7.
- Peccei R.D., Solà J., Wetterich C. Adjusting the cosmological constant dynamically: Cosmons and a new force weaker than gravity // Physics Letters B. — 1987. — Vol. 195, № 2. — P. 183-190. — doi:10.1016/0370-2693(87)91191-9.
- Peccei R.D., Zhang X. Dynamical symmetry breaking and universality breakdown // Nuclear Physics B. — 1990. — Vol. 337, № 2. — P. 269-283. — doi:10.1016/0550-3213(90)90273-G.
- Buchmüller W., Peccei R.D., Yanagida T. Leptogenesis as the origin of matter // Annual Review of Nuclear and Particle Science. — 2005. — Vol. 55. — P. 311-355. — doi:10.1146/annurev.nucl.55.090704.151558.
- Peccei R.D. The strong CP problem and axions // Lecture Notes in Physics. — 2008. — Vol. 741. — P. 3-17. — doi:10.1007/978-3-540-73518-2_1.